# Бастер (фильм)
«Ба́стер» (англ. Buster) — комедийная драма 1988 года с музыкантом Филом Коллинзом, Джули Уолтерс, Ларри Лэмбом и Шейлой Хэнкок в главных ролях. Саундтрек фильма стал двумя синглами Фила Коллинза, которые в конечном итоге возглавили чарты сотни лучших синглов. Фильм номинировался на Оскар за лучшую песню «Two Hearts».

## Сюжет
Бастер Эдвардс — мелкий преступник из Ист-Энда Лондона 1960-х годов. Его многострадальная жена Джун думает о нём как о любвеобильном негодяе и не может поверить, когда узнаёт об его участии в великом ограблении поезда (в 1963 году).
В течение нескольких месяцев после ограбления Бастер и Джун находятся в бегах с их маленькой дочью Ники — до тех пор, пока бдительный сосед не заявил на них в полицию. Тогда Бастер сбегает в Акапулько, где он знакомится со знаменитым грабителем поездов Брюсом Рейнольдсом, который также в бегах и живёт за счёт своих грабежей.
Джун и Ники приезжают, несмотря на несогласие матери, и похоже, что Ники нравится её новая жизнь под солнцем. Джун не интересна такая жизнь и она решает вернуться в Англию, хотя для Бастера возвращение будет означать заключение в тюрьму.

## Актёрский состав
- Фил Коллинз — Бастер Эдвардс
- Джули Уолтерс — Джун Эдвардс
- Ларри Лэмб — Брюс Рейнольдс
- Стефани Лоуренс — Фрэнни Рейнольдс
- Элли Бивен — Ники Эвардс
- Ральф Браун — Ронни Биггс
- Кристофер Эллисон — Джордж
- Шейла Хэнкок — миссис Ротери
- Мартин Джарвис — инспектор Джек Митчелл

## Интересные факты
- Фильм основан на реальных событиях, произошедших в Англии в 1963 году.
- В фильме дебютировал как актёр рок-певец Фил Коллинз.